# Icterus auratus
Icterus auratus е вид птица от семейство Трупиалови (Icteridae).

## Разпространение
Видът е разпространен в Белиз и Мексико.